# Sinagoga de Börneplatz

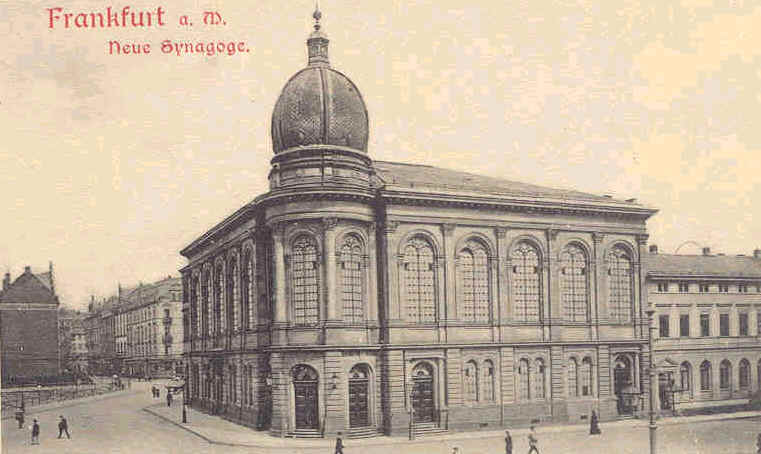
La sinagoga de Börneplatz vista desde Börneplatz, hacia 1890. A la derecha está la dependencia donde vivía el rabino.

La sinagoga de Börneplatz fue una sinagoga de la comunidad israelita en Börneplatz en Fráncfort del Meno que existió desde 1882 hasta 1938. También se la conocía coloquialmente como la Sinagoga de Horovitz en honor al rabino Markus Horovitz. El nombre Synagogue am Börneplatz o Börneplatzsynagogue solo fue válido a partir de 1885, cuando el Judenmarkt pasó a llamarse Börneplatz, y oficialmente hasta 1935, cuando Börneplatz pasó a llamarse Dominikanerplatz. Originalmente se llamaba Sinagoga de Judenmarkt y más recientemente Sinagoga de Dominikanerplatz.
La sinagoga Börneplatz era una de las cuatro grandes sinagogas de Fráncfort y servía como centro espiritual para el ala ortodoxa de la comunidad. El 10 de noviembre de 1938 fue incendiada por una turba nazi durante los pogromos de noviembre. Se quemó hasta las paredes exteriores. Sus restos fueron retirados inmediatamente después. Hoy en día, en el monumento conmemorativo de Neuer Börneplatz, unas marcas en el suelo y una placa conmemorativa recuerdan la antigua sinagoga.

## Situación

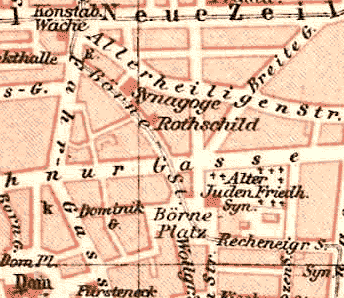
Ubicación de la sinagoga de Börneplatz: cuboide rojo marcado con Syn entre Börne Platz y el antiguo cementerio judío. (mapa de la ciudad de 1893)

La sinagoga de Börneplatz se construyó en la zona noreste de Börneplatz, conocida hasta 1885 como Judenmarkt, en las inmediaciones de la Judengasse. La Judengasse, el antiguo gueto judío, pasó a llamarse Börnestrasse en 1885. Unos 50 metros más al norte, la Schnurgasse, la actual Battonnstraße, discurría en dirección este-oeste.
La sinagoga limitaba al noreste con el antiguo cementerio judío, que había estado cerrado desde 1828 y ahora se llama cementerio judío de Battonnstrasse. En su lado este se construyó un edificio de varios pisos, en el que vivía el rabino de la comunidad en el primer piso.  A pocos pasos de este edificio, en el lugar de la actual Neuer Börneplatz, se encontraba desde 1829 el hospital de la Caja de Seguro Médico para Hombres y Mujeres de Israel.

## Historia

### Trasfondo

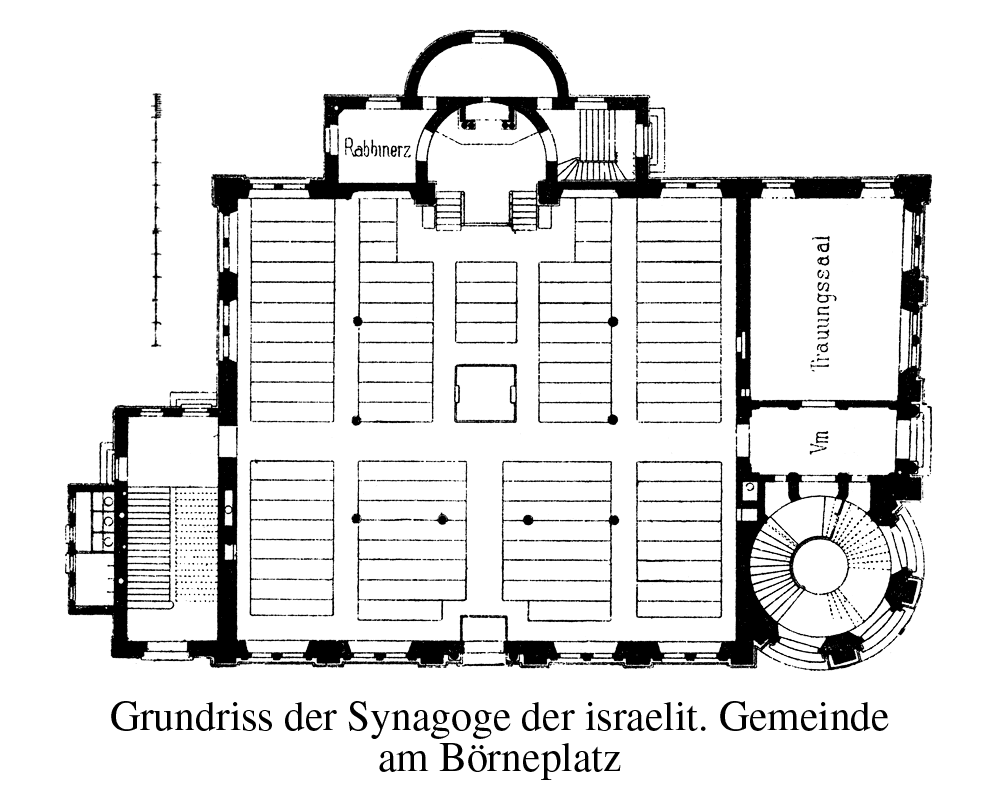
Plano de la sinagoga, alrededor de 1880 (la parte superior está al este, la derecha al sur)

La sinagoga de Fráncfort del Meno por Max Beckmann, 1919, Museo Städel, Fráncfort del Meno

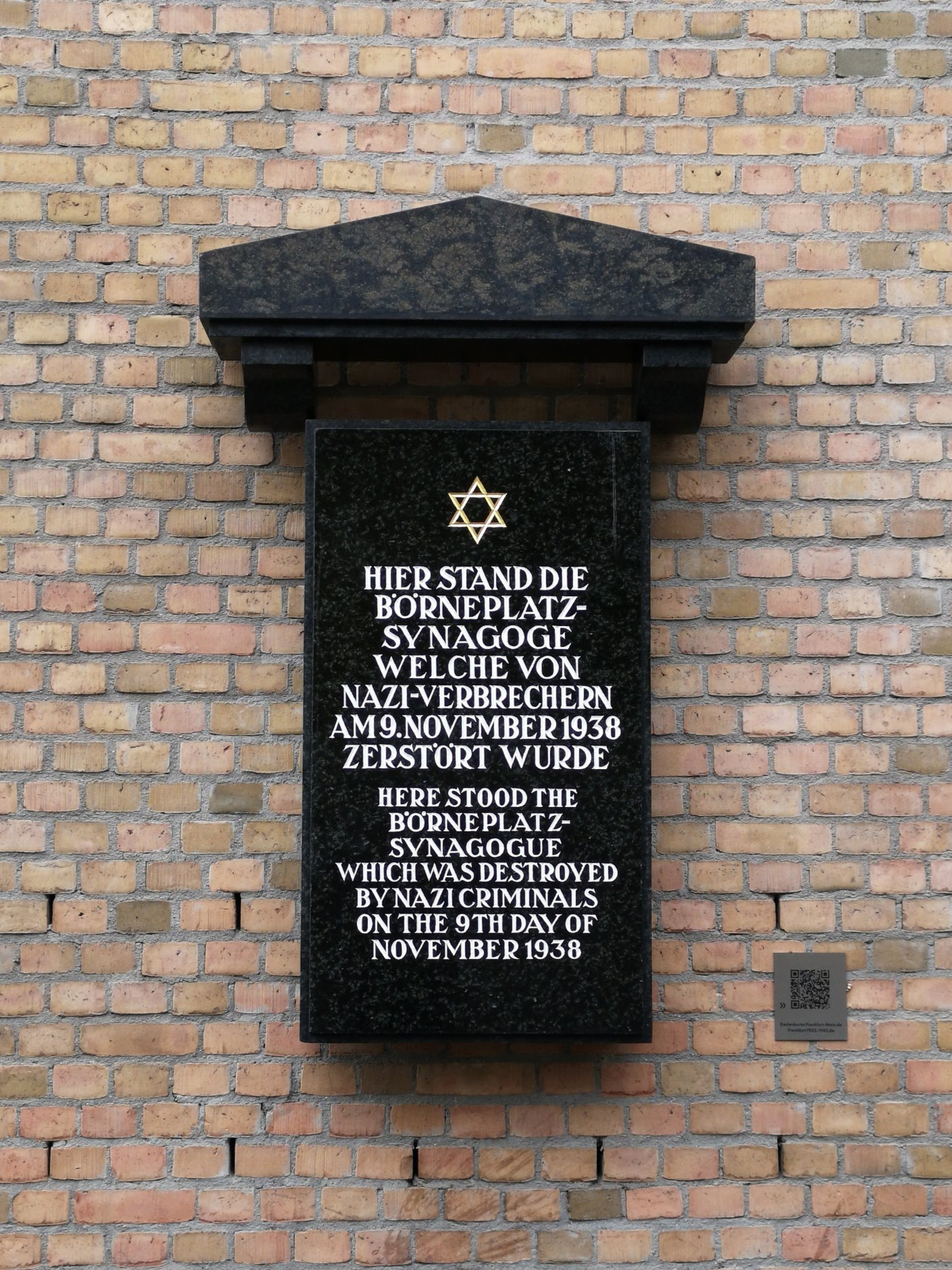
Placa conmemorativa de la sinagoga destruida

En 1851, una sociedad religiosa israelita estrictamente ortodoxa se separó de la comunidad israelita de Fráncfort. Esto fue precedido por un conflicto sobre el nombramiento del rabino liberal Leopold Stein, representante del movimiento reformista judío. Para evitar un mayor éxodo de judíos ortodoxos de la comunidad mayoritaria, la comunidad decidió construir otra sinagoga para los seguidores del rito ortodoxo además de la principal sinagoga liberal. En 1878, Markus Horovitz, un rabino ortodoxo, fue nombrado miembro de la comunidad israelita.
El antiguo hospital israelita fue demolido para construir la nueva sinagoga ortodoxa. Construido en 1796 como “hospital extranjero”, estuvo en funcionamiento hasta aproximadamente 1874, cuando fue sustituido por el nuevo hospital israelita en la Königswarterstrasse 26.  
La construcción de la sinagoga comenzó en 1881 según los planos de Siegfried Kusnitzky. Fue inaugurada el 10 de septiembre de 1882.

### Edificio
El edificio de estilo renacentista italiano, construido con arenisca roja del Meno, el material típico de los edificios representativos de Fráncfort, ofrecía 520 asientos para hombres en la sala de una sola nave, y 360 asientos para mujeres en la galería circundante. Debajo de la cúpula revestida de cobre que daba a la Börneplatz se encontraba un ábside con el santuario de la Torá. A diferencia de la sinagoga principal cercana, faltaban elementos litúrgicos ajenos al judaísmo ortodoxo, como por ejemplo un órgano.
A principios de siglo, la sinagoga fue reconstruida y ampliada por el arquitecto Fritz Epstein. Ahora ofrecía espacio para 1.300 creyentes. El 8 de septiembre de 1901  el rabino Dr. Markus Horovitz la reinauguró ceremonialmente. En 1919, Max Beckmann pintó su conocido cuadro La sinagoga en Fráncfort del Meno, que ahora se encuentra en el Städel.

### Destrucción
En la noche del 9 al 10 de noviembre de 1938, llamada noche de los cristales rotos, grupos de las SA prendieron fuego a la sinagoga. Como los bomberos acudieron al lugar y no hicieron nada para combatir el incendio, el edificio y todo su interior se quemaron. Las ruinas incendiadas fueron demolidas a principios de 1939 a expensas de la comunidad israelita y la propiedad fue cedida a la ciudad a cambio de una pequeña compensación. Con las piedras que todavía se podían utilizar se construyó un muro a lo largo de la Eckenheimer Landstrasse para delimitar el área del cementerio principal (Hauptfriedhof), que se amplió en 1928.

## La disputa por la urbanización Börneplatz
Después de la Segunda Guerra Mundial, la propiedad de la antigua sinagoga quedó en posesión de la ciudad. El 20 de marzo de 1946, la administración militar aliada hizo erigir allí una placa conmemorativa con la leyenda "Aquí se encontraba la sinagoga Börneplatz, que fue destruida por los criminales nazis el 9 de noviembre de 1938".
Los alrededores, como todo el centro de la ciudad oriental, estaban en gran parte en ruinas después de varios intensos bombardeos en 1943 y 1944. La reconstrucción no comenzó hasta 1952. En 1954 se construyó un mercado al por mayor de flores en Börneplatz, que se utilizó en parte como zona de parque y que todavía llevaba el nombre de Dominikanerplatz, que fue elegido por los nacionalsocialistas hasta 1978 y fue demolido nuevamente en 1985.
En 1987, durante la construcción del centro de atención al cliente de los Stadtwerke de Fráncfort del Meno, se descubrieron los restos de una mikve  en la llamada Steierneshaus (Casa de Piedra) y los cimientos de cinco casas en la Judengasse y la sinagoga de Börneplatz. Este hallazgo fue inesperado, ya que los arqueólogos y urbanistas no esperaban que quedaran restos significativos de los edificios anteriores. 
El entonces alcalde de Fráncfort, Wolfram Brück, rechazó la interrupción de las obras y la modificación del plan original y señaló que la comunidad judía también había dado su consentimiento para el desarrollo planificado de Börneplatz en 1983. Su predecesor, Walter Wallmann, no veía ningún motivo de vergüenza en los cimientos de la Judengasse. Entonces se desarrolló un debate a nivel nacional sobre el tratamiento adecuado de los restos de la cultura judía.  Sólo después de protestas públicas masivas contra los planes de construcción se pudieron asegurar e integrar algunos muros de cimentación y evidencia arqueológica en el "Museum Judengasse" en el sótano del edificio administrativo, inaugurado en 1992. El “Museum Judengasse” es una dependencia del Museo Judío de Fráncfort.  
El monumento conmemorativo Neuer Börneplatz se inauguró en 1996, e integra el contorno a la parte no edificada de la antigua sinagoga de Börneplatz.